# Černovice
Černovice este o arie protejată (arie specială de conservare — SAC, sit de importanță comunitară — SCI) din Republica Cehă întinsă pe o suprafață de 13,69 ha, integral pe uscat.

## Localizare
Centrul sitului Černovice este situat la coordonatele 50°26′55″N 13°22′17″E / 50.448611°N 13.371389°E.

## Înființare
Situl Černovice a fost declarat sit de importanță comunitară în aprilie 2005 pentru a proteja 1 specie de animale. Situl a fost protejat și ca arie specială de conservare în iulie 2012.

## Biodiversitate
Situată în ecoregiunea continentală, aria protejată nu include niciun habitat protejat.
La baza desemnării sitului se află o specie protejată de  nevertebrate: rădașcă (Lucanus cervus).